# Too Mean to Die
Too Mean to Die — шестнадцатый студийный альбом немецкой хэви-метал группы Accept, выпущенный 29 января 2021 года на лейбле Nuclear Blast. Это первый альбом Accept с участием Мартина Мотника, заменившего оригинального басиста Петера Балтеса в 2019 году, и ритм-гитариста Филипа Шуса, присоединившегося к группе в том же году.

## Список композиций
| №                   | Название                  | Длительность |
| ------------------- | ------------------------- | ------------ |
| 1.                  | «Zombie Apocalypse»       | 5:35         |
| 2.                  | «Too Mean to Die»         | 4:21         |
| 3.                  | «Overnight Sensation»     | 4:24         |
| 4.                  | «No One’s Master»         | 4:10         |
| 5.                  | «The Undertaker»          | 5:37         |
| 6.                  | «Sucks to Be You»         | 4:05         |
| 7.                  | «Symphony of Pain»        | 4:39         |
| 8.                  | «The Best Is Yet to Come» | 4:47         |
| 9.                  | «How Do We Sleep»         | 5:41         |
| 10.                 | «Not My Problem»          | 4:21         |
| 11.                 | «Samson and Delilah»      | 4:31         |
| Общая длительность: | Общая длительность:       | 52:11        |

## Участники записи
- Марк Торнильо — вокал
- Вольф Хоффманн — гитара
- Уве Лулис — гитара
- Филип Шус — гитара
- Мартин Мотник — бас-гитара
- Кристофер Уильямс — ударные

## Позиции в чартах
| Чарт (2021)                         | Высшая позиция |
| ----------------------------------- | -------------- |
| Бельгия/Валлония (Ultratop)         | 39             |
| Бельгия/Фландрия (Ultratop)         | 92             |
| Венгрия (MAHASZ)                    | 11             |
| Германия (Offizielle Top 100)       | 2              |
| Польша (ZPAV)                       | 10             |
| Финляндия (Suomen virallinen lista) | 4              |
| Чехия (ČNS IFPI)                    | 38             |
| Швейцария (Schweizer Hitparade)     | 4              |
| Швеция (Sverigetopplistan)          | 7              |
| Шотландия (Scottish Albums Chart)   | 14             |